# Aeropuerto de Tadoule Lake

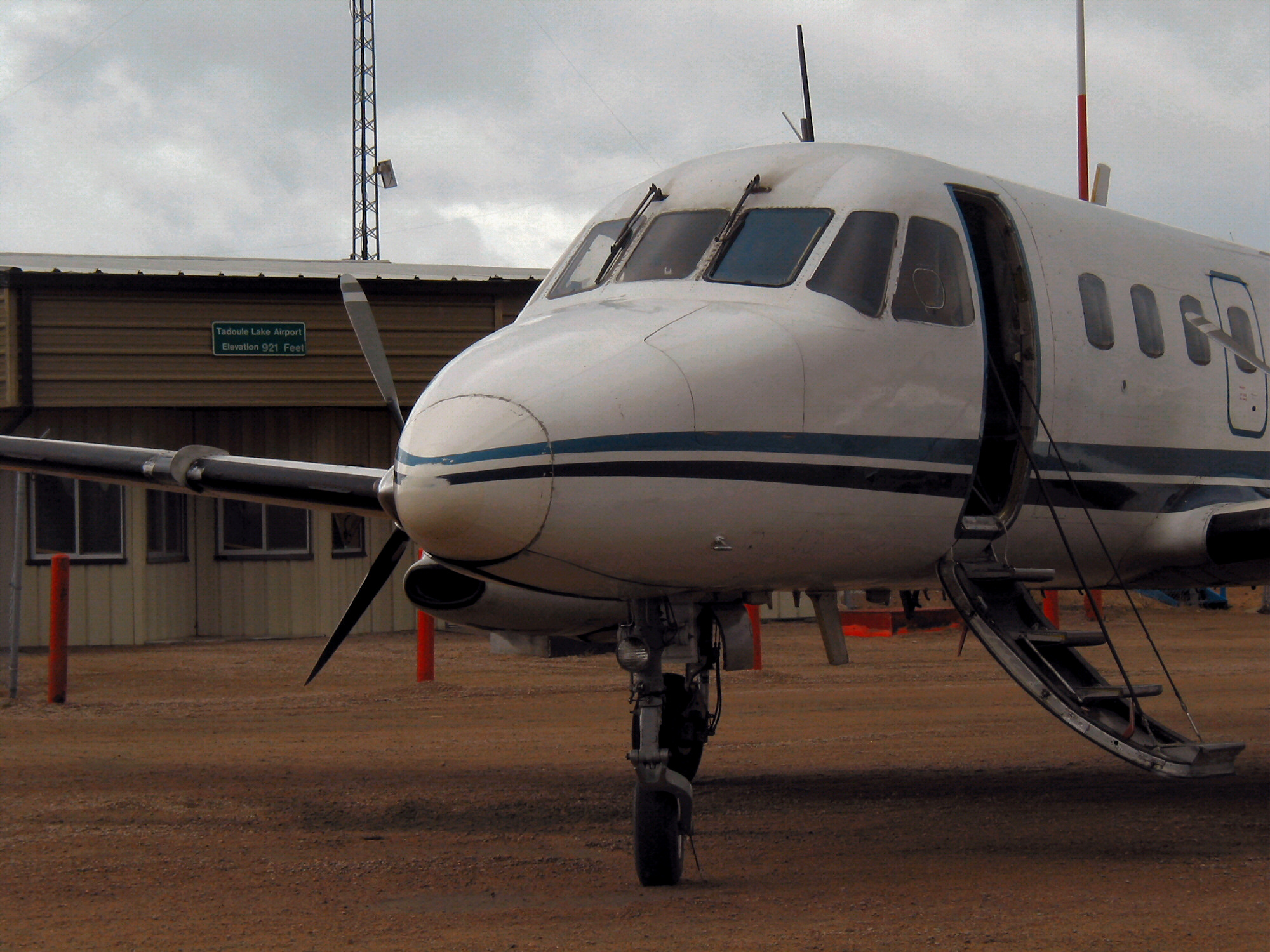
Avión en el Aeropuerto de Tadoule Lake

El Aeropuerto de Tadoule Lake (del inglés: Tadoule Lake Airport) (IATA: XTL, OACI: CYBQ) está ubicado a 0.6 MN (1.1 km; 0.69 mi) al suroeste de Tadoule Lake, Manitoba, Canadá.

## Aerolíneas y destinos
- Perimeter Airlines
  - Winnipeg / Aeropuerto Internacional de Winnipeg-Armstrong
  - Lac Brochet / Aeropuerto de Lac Brochet
  - Thompson / Aeropuerto de Thompson